# Божов Поток
Божов Поток је насеље у Србији у општини Сјеница у Златиборском округу. Према попису из 2022. било је 76 становника (према попису из 1991. било је 276 становника).

## Демографија
У насељу Божов Поток живи 159 пунолетних становника, а просечна старост становништва износи 46,3 година (46,2 код мушкараца и 46,4 код жена). У насељу има 69 домаћинстава, а просечан број чланова по домаћинству је 2,83.
Ово насеље је углавном насељено Србима (према попису из 2002. године), а у последња три пописа, примећен је пад у броју становника.
|  |

| Демографија | Демографија | Демографија |
| Година      | Становника  | Становника  |
| ----------- | ----------- | ----------- |
| 1948.       | 624         |             |
| 1953.       | 778         |             |
| 1961.       | 787         |             |
| 1971.       | 591         |             |
| 1981.       | 388         |             |
| 1991.       | 276         | 276         |
| 2002.       | 195         | 198         |

| Етнички састав према попису из 2002.‍ | Етнички састав према попису из 2002.‍ | Етнички састав према попису из 2002.‍ | Етнички састав према попису из 2002.‍ | Етнички састав према попису из 2002.‍ |
| ------------------------------------ | ------------------------------------ | ------------------------------------ | ------------------------------------ | ------------------------------------ |
|                                      |                                      |                                      |                                      |                                      |
| Срби                                 | Срби                                 |                                      | 142                                  | 72,82%                               |
| Бошњаци                              | Бошњаци                              |                                      | 26                                   | 13,33%                               |
| Муслимани                            | Муслимани                            |                                      | 25                                   | 12,82%                               |
| Југословени                          | Југословени                          |                                      | 2                                    | 1,02%                                |
| непознато                            | непознато                            |                                      | 0                                    | 0,0%                                 |

| Година пописа     | 1948. | 1953. | 1961. | 1971. | 1981. | 1991. | 2002. |
| ----------------- | ----- | ----- | ----- | ----- | ----- | ----- | ----- |
| Број домаћинстава | 95    | 106   | 121   | 119   | 95    | 82    | 69    |

| Број чланова      | 1  | 2  | 3 | 4  | 5 | 6 | 7 | 8 | 9 | 10 и више | Просек |
| ----------------- | -- | -- | - | -- | - | - | - | - | - | --------- | ------ |
| Број домаћинстава | 18 | 22 | 8 | 10 | 2 | 5 | 3 | 1 | 0 | 0         | 2,83   |

| Пол    | Укупно | Неожењен/Неудата | Ожењен/Удата | Удовац/Удовица | Разведен/Разведена | Непознато |
| ------ | ------ | ---------------- | ------------ | -------------- | ------------------ | --------- |
| Мушки  | 92     | 32               | 50           | 8              | 1                  | 1         |
| Женски | 76     | 12               | 51           | 11             | 2                  | 0         |
| УКУПНО | 168    | 44               | 101          | 19             | 3                  | 1         |

| Пол    | Укупно                    | Пољопривреда, лов и шумарство | Рибарство                            | Вађење руде и камена | Прерађивачка индустрија       |
| ------ | ------------------------- | ----------------------------- | ------------------------------------ | -------------------- | ----------------------------- |
| Мушки  | 73                        | 60                            | 0                                    | 1                    | 1                             |
| Женски | 51                        | 47                            | 0                                    | 0                    | 1                             |
| УКУПНО | 124                       | 107                           | 0                                    | 1                    | 2                             |
| Пол    | Производња и снабдевање   | Грађевинарство                | Трговина                             | Хотели и ресторани   | Саобраћај, складиштење и везе |
| Мушки  | 0                         | 1                             | 1                                    | 0                    | 0                             |
| Женски | 0                         | 0                             | 0                                    | 0                    | 0                             |
| УКУПНО | 0                         | 1                             | 1                                    | 0                    | 0                             |
| Пол    | Финансијско посредовање   | Некретнине                    | Државна управа и одбрана             | Образовање           | Здравствени и социјални рад   |
| Мушки  | 0                         | 1                             | 5                                    | 1                    | 0                             |
| Женски | 0                         | 0                             | 0                                    | 2                    | 0                             |
| УКУПНО | 0                         | 1                             | 5                                    | 3                    | 0                             |
| Пол    | Остале услужне активности | Приватна домаћинства          | Екстериторијалне организације и тела | Непознато            | Непознато                     |
| Мушки  | 0                         | 0                             | 0                                    | 2                    | 2                             |
| Женски | 0                         | 0                             | 0                                    | 1                    | 1                             |
| УКУПНО | 0                         | 0                             | 0                                    | 3                    | 3                             |